# المیرا غفاروا
المیرا غفاروا (ترکی آذربایجانی: Elmira Mikayıl qızı Qafarova / Елмира Микајыл гызы Гафарова؛ ۱ مارس ۱۹۳۴ – ۱ اوت ۱۹۹۳) سیاستمدار اهل جمهوری آذربایجان بود.

## اوایل زندگی
غفاروا در اول مارس ۱۹۳۴ در باکو، جمهوری آذربایجان متولد شد. او در سال ۱۹۵۲ تحصیلات متوسطه خود را به پایان رساند و در سال ۱۹۵۳ در دانشگاه دولتی آذربایجان پذیرفته شد. در سال ۱۹۵۸، او از دانشگاه با مدرک زبان فارغ التحصیل شد و در سال ۱۹۶۱ دکترای خود را در رشته زبان دریافت کرد. در سال ۱۹۵۸ ، المیرا غفاروا در حزب کمونیست جمهوری آذربایجان پذیرفته شد . در سال ۱۹۶۲ به ریاست مرکز کمیته سازمان مرکز آذربایجان غربی رسید. وی همچنین در سال ۱۹۶۶ تا ۱۹۷۰ به عنوان دبیر اول سازمان منصوب شد.

## زندگی سیاسی
در سالهای ۱۹۷۰-۱۹۹۷ ، غفاروا به عنوان مدیر گروه فرهنگ کمیته مرکزی حزب کمونیست آذربایجان فعالیت کرد و در ۱۹۷۱ تا ۱۹۸۰ ، دبیر اول کمیته حزب باکو بود . در سال ۱۹۸۰ وی به عنوان وزیر آموزش و پرورش آذربایجان منصوب گردید و تا سال ۱۹۸۳ در آن سمت حضور داشت. در سال ۱۹۸۳-۱۹۸۷ ، غفاروا به عنوان وزیر امور خارجه جمهوری آذربایجان فعالیت کرد. او همچنین به عنوان شوروی اعظم آذربایجان انتخاب شد. از سال ۱۹۸۷ تا ۱۹۹۱ ، او رئیس مجلس اعلای اتحاد جماهیر شوروی جمهوری آذربایجان بود و به عنوان معاون عالی اتحاد جماهیر شوروی انتخاب شد . در سال های ۱۹۸۷-۱۹۸۹ ، وی همچنین به عنوان معاون نخست وزیر جمهوری آذربایجان فعالیت کرد.

### ژانویه سیاه
غفاروا از نخستین رهبرانی بود که مقامات شوروی را به دلیل قتل عام غیرنظامیان در باکو در شب ۱۹-۲۰ ژانویه ۱۹۹۰ محکوم کرد.در این جلسه ۱۶۰ نماینده بیانیه محکومیت این قتل عام را صادر کردند و به شوروی اعلی اتحاد جماهیر شوروی ، کلیه مجالس جهان و سازمان ملل متحد اشاره به تجاوز نظامی علیه غیرنظامیان به بی اعتنایی به کنوانسیون های ژنو و وین دادند. در نتیجه ، دادستانی کل جمهوری آذربایجان تحقیقات جنایی را در بندهای ۴ و ۶ ماده ۹۴ (قتل عمد در شرایط تشدید کننده) ، ۱۴۹ (تخریب یا آسیب رساندن به اموال به صورت عمد) ، ۱۶۸ (سوء استفاده از قدرت) و ۲۲۵ (سوء استفاده از اختیارات) آغاز کرد.

## جوایز
به غفاروا جوایز و مدالهای مختلف اتحاد جماهیر شوروی اعطا شد. او در طول دوران حرفه ای خود به عنوان "بنر سرخ کار و کار افتخار" اعطا شده است.
المیرا غفاروا در اول اوت سال ۱۹۹۳ در باکو ، جمهوری آذربایجان درگذشت. او در کوچه افتخار در باکو به خاک سپرده شد.